# Kreismethode von Hardy-Littlewood
Die Kreismethode von Hardy-Littlewood ist eine zentrale Technik aus der analytischen Zahlentheorie.
Sie ist nach Godfrey Harold Hardy und John Edensor Littlewood benannt. Sie wird manchmal auch als Kreismethode von Hardy-Littlewood-Ramanujan bezeichnet, da sie ihren Ursprung in der Zusammenarbeit zwischen Hardy und Ramanujan hatte.

## Kreismethode am waringschen Problem

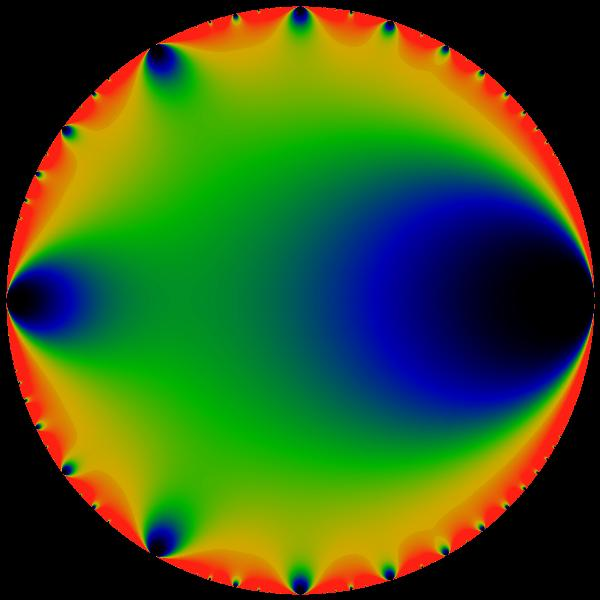
Die Singularitäten der Theta-Funktion. Deutlich erkennbar die dominantesten Singularitäten an der Stelle, danach kommen die Singularitäten an der Stelle '7 Uhr' und '11 Uhr'. Die erzeugende Funktion der Quadratsummen-Funktionen ist die Potenz der Jacobischen Theta-Funktion.

Wir betrachten das waringsche Problem, konkret möchten wir eine Zahl {\displaystyle n\in \mathbb {N} } als Summe von {\displaystyle s\in \mathbb {N} } verschiedenen Potenzen zum Exponenten {\displaystyle k\in \mathbb {N} } darstellen
{\displaystyle n=a_{1}^{k}+\cdots +a_{s}^{k}}
wobei {\displaystyle a_{1},\dots ,a_{s}\in A}.
Die Lösungen dieses Problems bilden eine Menge von Nullstellen, deren Anzahl wir mit {\displaystyle N} bezeichnen:
{\displaystyle N=N(n,k,s):=\#\{(a_{1},\dots ,a_{s}):0=n-(a_{1}^{k}+\cdots +a_{s}^{k})\}}.
Wir definieren obige Gleichung als Funktion
{\displaystyle F(\mathbf {a} )=F(a_{1},\cdots ,a_{s}):=n-(a_{1}^{k}+\cdots +a_{s}^{k})}
und führen folgende formale Potenzreihe ein
{\displaystyle f(z)=\sum \limits _{{\textbf {a}}\in A^{k}}z^{F(\mathbf {a} )}}.
Die Anzahl der Nullstellen {\displaystyle N} ist genau der konstante Teil dieser Potenzreihe. Wir nehmen an, dass {\displaystyle f(z)} analytisch auf der Kreisscheibe mit {\displaystyle |z|<1} ist (mit möglicher Ausnahme bei {\displaystyle |z|=0}). Nun können wir die Cauchysche Integralformel anwenden und erhalten folgende Integralgleichung (für die Lösungen unseres ursprünglichen Problems)
{\displaystyle N={\frac {1}{2\pi i}}\int \limits _{C_{r}(0)}z^{-1}f(z)\mathrm {d} z}
wobei {\displaystyle C_{r}(0)} der Kreis um den Mittelpunkt {\displaystyle 0} mit Radius {\displaystyle r<1} ist. Nun versucht man den Fall {\displaystyle r=1-{\frac {1}{n}}} für {\displaystyle n\to \infty } zu analysieren, das Problem ist nur, dass {\displaystyle f(z)} auf dem Einheitskreis Singularitäten hat.
Hier kommen die Einheitswurzeln ins Spiel:
{\displaystyle e(m/q):=\exp \left({\frac {2\pi im}{q}}\right)}
wobei {\displaystyle q} möglichst klein ist.
Wie sich herausstellt, sagt {\displaystyle q} etwas über den Beitrag von {\displaystyle f} in der Nähe von {\displaystyle e(m/q)} aus. {\displaystyle f} hat Höchstwerte in der Nähe {\displaystyle re(m/q)} wenn {\displaystyle q} sehr klein ist.
Die Umgebungen um die Einheitswurzeln werden in zwei Klassen aufgeteilt, genannt major arcs (dt. große Kreisbögen) {\displaystyle {\mathcal {M}}_{1}} und minor arcs (dt. kleine Kreisbögen) {\displaystyle m_{2}}.
Für die Unterteilung wählt man eine entsprechende Funktion {\displaystyle g(n)}, die von der konkreten Problemstellung abhängt. Einheitswurzeln, deren Nenner {\displaystyle q\leq g(n)} erfüllt, gehören zu {\displaystyle {\mathcal {M}}_{1}} und {\displaystyle m_{2}} wird dann definiert durch {\displaystyle m_{2}=C_{r}(0)\setminus {\mathcal {M}}_{1}}.
Man kann zeigen, dass der Anteil der minor arcs zum Integral sehr klein ist, deshalb der Name kleine Kreisbögen. Nun zerlegt man das Integral in ein Integral über {\displaystyle {\mathcal {M}}_{1}} und ein Integral über {\displaystyle {\mathcal {m}}_{2}} auf
{\displaystyle {\frac {1}{2\pi i}}\int \limits _{C_{r}(0)}z^{-1}f(z)\mathrm {d} z={\frac {1}{2\pi i}}\int \limits _{{\mathcal {M}}_{1}}z^{-1}f(z)\mathrm {d} z+{\frac {1}{2\pi i}}\int \limits _{m_{2}}z^{-1}f(z)\mathrm {d} z}.
Man versucht das Integral über den major arcs {\displaystyle {\mathcal {M}}_{1}} asymptotisch auszuwerten und die minor arcs {\displaystyle m_{2}} werden nach oben beschränkt.

## Geschichte
Die Methode entstand ungefähr 1916/17 in der Zusammenarbeit von Hardy und Ramanujan im Zusammenhang mit asymptotischer Analyse von Partitionsfunktionen und wurde bald darauf von Hardy und Littlewood auf das Waringsche Problem und andere Probleme der additiven Zahlentheorie angewandt (insbesondere in ihrer Aufsatzreihe On some Problems of Partitio Numerorum). Die Methode wurde in den 1930er Jahren von Winogradow weiterentwickelt, in dem er sie von der Sprache der komplexen Analysis in die Sprache der Fourierreihen überführte, wobei er seine Methode trigonometrischer Summen (Exponentialsummen) in der analytischen Zahlentheorie zunächst auf die Auswertung endlicher Fourierreihen zurückführte und dann mit der Kreismethode die Integrale für ihre Koeffizienten auswertete. Winogradows Methode vereinfachte und vereinheitlichte die Kreismethode für eine große Zahl von Anwendungen insbesondere bei einer ganzen Reihe von asymptotischen Problemen der als besonders schwierig geltenden additiven Zahlentheorie mit damals spektakulären Durchbrüchen.
Weitere Anwendungen waren die von  Hans Rademacher auf Modulformen und die Partitionsfunktion, wobei er für den Integrationsweg eine Variablentransformation von {\displaystyle z} in der komplexen Ebene (wo der Integrationsweg ein Kreis ist) zu {\displaystyle \tau } mit {\displaystyle z=e^{2\pi i\tau }} vornahm und außerdem Ford-Kreise für den Integrationsweg benutzte. Sie fand auch Anwendung bei diophantischen Gleichungen in vielen Variablen, z. B. im Satz von Bryan Birch über die Darstellung natürlicher Zahlen durch Systeme homogener Polynome ungeraden Grades mit Koeffizienten in algebraischen Zahlkörpern.
Sie lieferte auch später noch in Verbindung mit neuen Ideen spektakuläre Resultate in der analytischen und additiven Zahlentheorie, so nutzte Harald Helfgott die Methode in seinem Beweis der schwachen Goldbachschen Vermutung.